# Cebu City
Cebu City (offiziell englisch City of Cebu, Cebuano Dakbayan sa Sugbo, Tagalog Lungsod ng Cebu, spanisch Ciudad de Cebú) ist die Hauptstadt der philippinischen Provinz Cebu der Inselgruppe Visayas. Die Stadt wurde 1565 als erste spanische Siedlung auf den Philippinen gegründet. Cebu ist nach Manila das zweite internationale Flugverkehrsdrehkreuz der Philippinen.

## Lage
Die Stadt liegt auf der gleichnamigen Insel. Cebu City ist das Zentrum Metro Cebus, des zweitwichtigsten Ballungsraumes des Landes, der außerdem noch die Städte Lapu-Lapu, Mandaue City, Talisay City und Danao City umfasst und wirtschaftlich auch auf das südlich gelegene Mindanao ausstrahlt. Der Mactan-Cebu International Airport liegt in Lapu-Lapu City auf der Insel Mactan. Die Metropole verfügt über den bedeutendsten Handelshafen der Philippinen, eine Erdölraffinerie und mehrere Universitäten. Die Stadt hat seit 2008 mit dem Asia-IT Park ein besonderes Wirtschaftsareal, das vornehmlich Unternehmen der Telekommunikations- und Informationstechnik (Callcenter und Softwareunternehmen) beherbergt und ausschließlich exportorientiert ist (Business Process Outsourcing). 

## Stadtbild
Cebu City war der Ausgangspunkt der christlichen Kolonisierung der Philippinen unter Ferdinand Magellan und ist heute Erzbischofssitz. Umgangssprache in Cebu ist nicht die philippinische Amtssprache Tagalog, sondern Cebuano.

### Sehenswürdigkeiten
- Festung Fuerza de San Pedro
- Daoistischer Tempel
- Magellan Kreuz
- Basilica del Santo Niño, älteste christliche Kirche auf den Philippinen
- Colon Street, historische, verkehrsreiche und älteste nachgewiesene Straße auf den Philippinen
- Carbon Market, großer Straßenmarkt in Downtown
- Kapitol, Sitz der Provinzregierung und des Gouverneurs
- Top of the Hills, Aussichtspunkt 650 m über der Stadt mit Ausblick über die Bucht und die Insel Mactan
- Central-Cebu-Nationalpark und der Sudlon-Nationalpark, die viele endemische Tierarten beherbergen

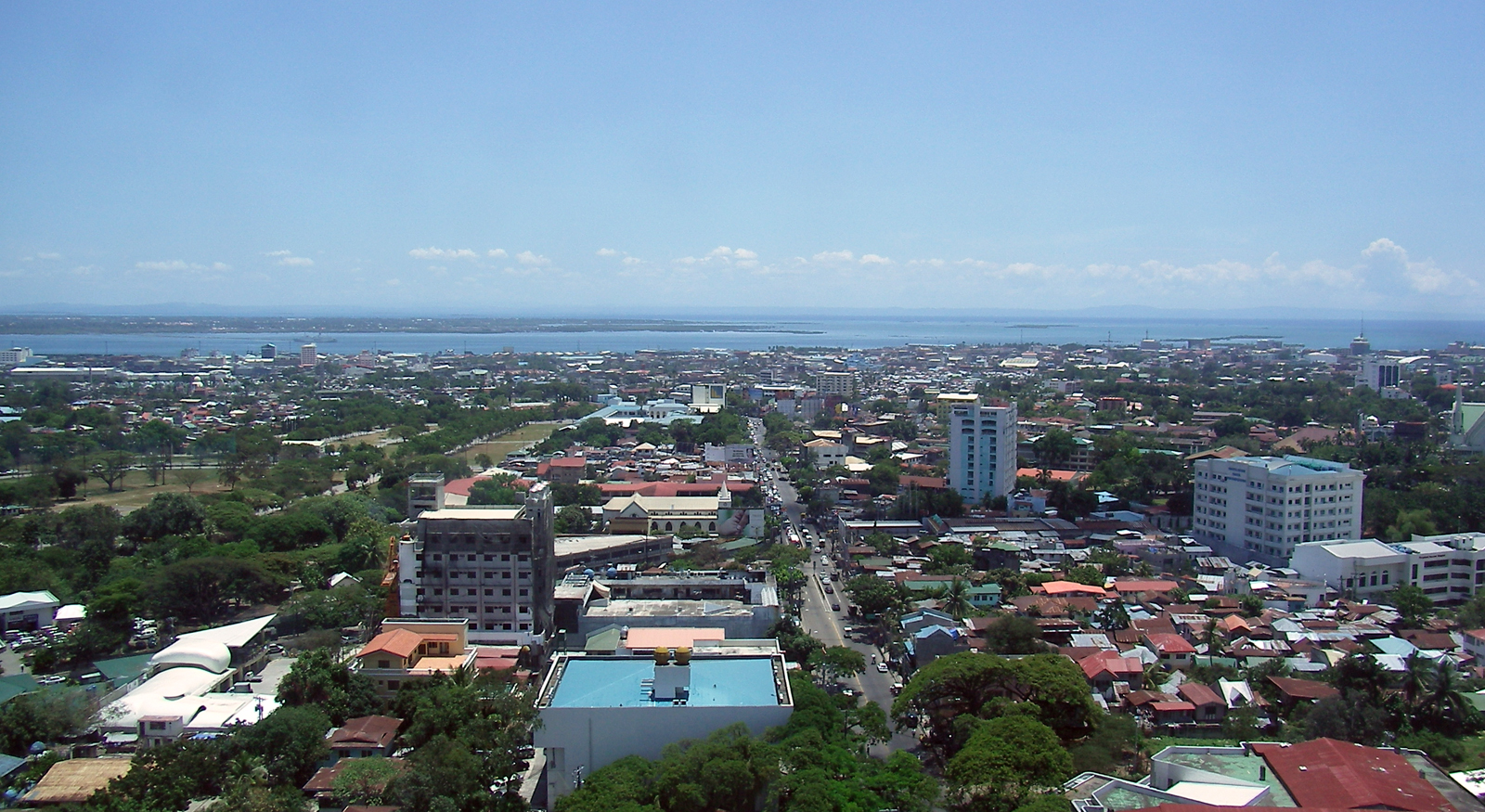
Panorama
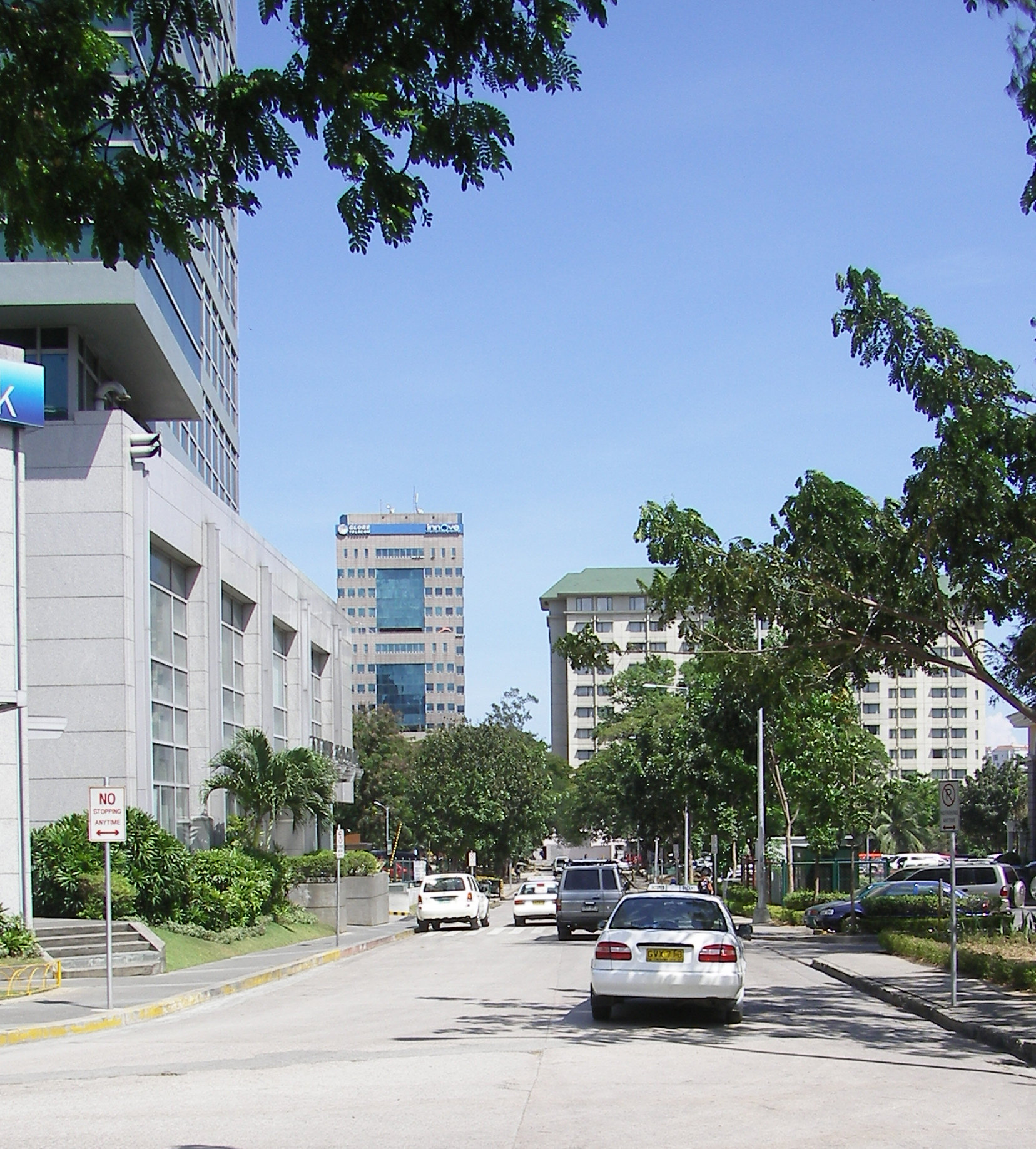
Business Park
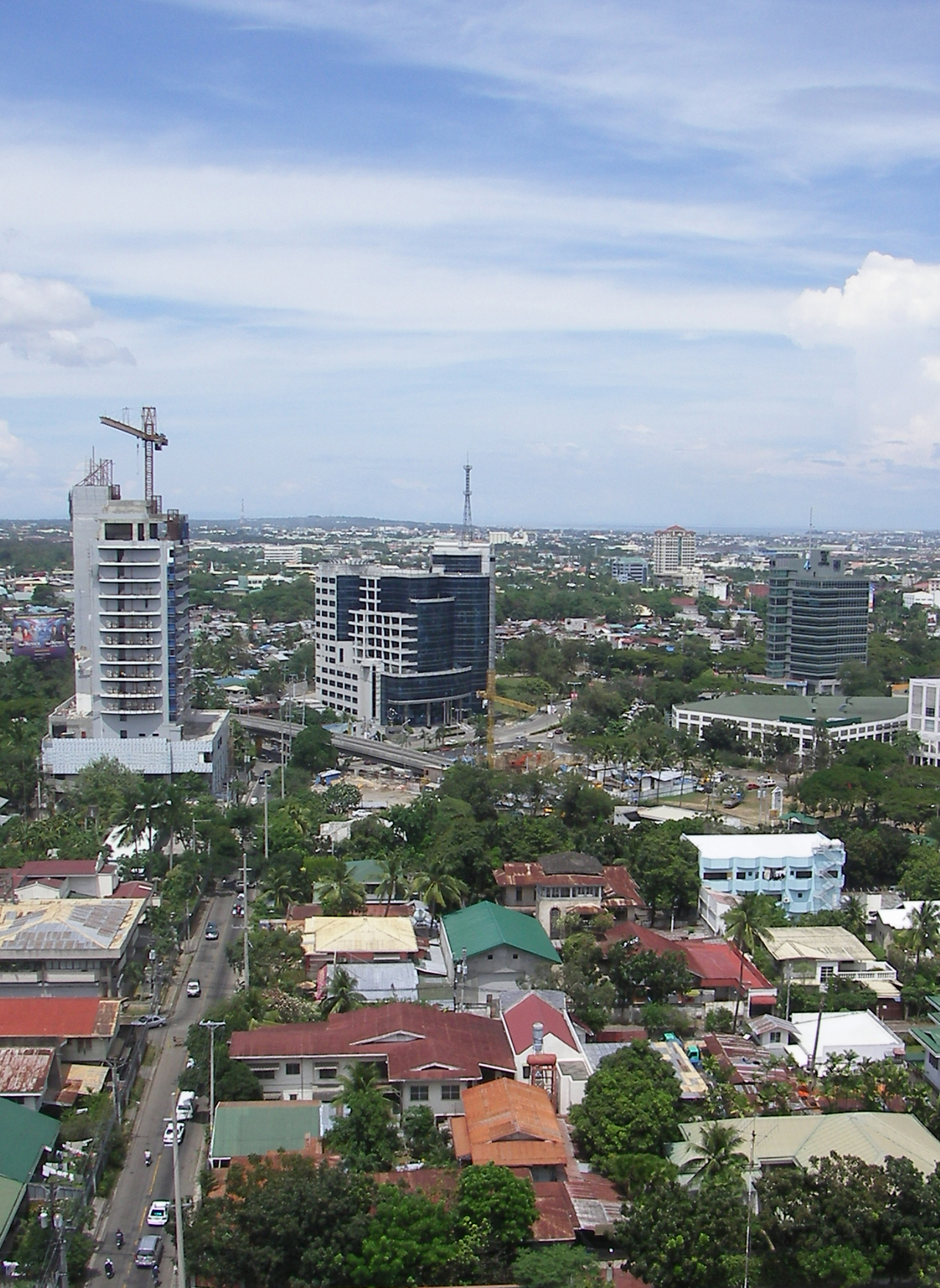
Entwicklungszone

### Hochschulen
- Universität von San Carlos
- University of San Jose
- University of Cebu
- Cebu Normal University
- Cebu Doctors’ University (medizinische Hochschule)
- Southwestern University
- University of the Philippines in the Visayas, Cebu College
- Indiana Aerospace University, Lapu-Lapu
- St. Theresa’s College
- Cebu Bible College
- University of the Visayas

### Einkaufszentren
- Ayala Center
- SM Mall
- Gaisano Country Mall
- Banilad Town Center
- Robinsons Place
- Robinsons Galleria Cebu
- SM Seaside City Cebu

### Bekannte Wirtschaftsunternehmen
- Timex, Armbanduhren
- Maitland Smith, Möbelproduktion
- Lear, Automobilzulieferer
- Lexmark, Computerdrucker
- Bigfoot Entertainment, Filmproduktion
- Granstar Motors, Motorräder und Minivan
- M. Lhuillier, Pfandhausgruppe
- Cena Pro, Aktivkohlefilter
- Daimler AG, Automobilindustrie
- San Miguel Corporation
- Coca-Cola Bottling Plant
- Goodyear

### Stadtgliederung
Die Stadt ist in zwei Distrikte geteilt. Der Nord-Distrikt besteht aus 46 und der Süd-Distrikt aus 36 Barangays. Alle 82 Barangays sind nachfolgend alphabetisch aufgeführt:
- Adlawon
- Agsungot
- Apas
- Babag
- Bacayan
- Banilad
- Basak Pardo
- Basak San Nicolas
- Binaliw
- Bonbon
- Budla-an
- Buhisan
- Bulacao
- Buot-Taup
- Busay
- Calamba
- Cambinocot
- Capitol Site
- Carreta
- Cebu Port Center
- Cogon Pardo
- Cogon Ramos
- Day-as
- Duljo
- Ermita
- Guadalupe
- Guba
- Hipodromo
- Inayawan
- Kalubihan
- Kalunasan
- Kamagayan
- Kamputhaw
- Kasambagan
- Kinasang-an
- Labangon
- Lahug
- Lorega San Miguel
- Lusaran
- Luz
- Mabini
- Mabolo Proper
- Malubog
- Mambaling
- Pahina Central
- Pahina San Nicolas
- Pamutan
- Parian
- Paril
- Pasil
- Pit-os
- Poblacion Pardo
- Pulangbato
- Pung-ol-Sibugay
- Talamban

## Söhne und Töchter der Stadt
- Patricio Hacbang Alo (1939–2021), römisch-katholischer Geistlicher, Bischof von Mati
- Jose Rene Almendras (* 1960), Manager und Politiker
- Antonieto Cabajog (* 1956), römisch-katholischer Bischof von Surigao
- Eric Chavez (* 1965), Boxer im Strohgewicht
- Florante Condes (* 1980), Boxer im Strohgewicht
- Joseph Durano (* 1970), Politiker
- Marcelo B. Fernan (1927–1999), Jurist und Politiker
- Enrique Gil (* 1992), Sänger und Schauspieler
- Robert Hill (* 1953), US-amerikanischer Cembalist und Musikwissenschaftler
- Francisco Montecillo Padilla (* 1953), römisch-katholischer Erzbischof und Diplomat des Heiligen Stuhls
- Sergio Osmeña (1878–1961), Politiker und Präsident der Philippinen
- Rolando Pascua (* 1965), Boxer im Halbfliegengewicht
- Vicente Rama (1887–1956), Schriftsteller und Politiker
- José Rojas Rojas Jr. (* 1956), römisch-katholischer Bischof von Libmanan
- Emmanuel van Ruitenbeek (* 1987), niederländischer Straßenradrennfahrer
- Dennis C. Villarojo (* 1967), römisch-katholischer Bischof von Malolos